# Minouche Smit
Minouche Smit (Hoorn, 6 maart 1975) is een Nederlands voormalig zwemster.
Smit won op het Europese kampioenschappen zwemmen 1995 samen met Carla Geurts, Patricia Stokkers en Kirsten Vlieghuis een zilveren medaille op de 200 meter vrije slag. Ook nam ze deel aan de Olympische Zomerspelen 1996. Smit was zeven jaar gehuwd met zwemmer Pieter van den Hoogenband met wie ze twee kinderen kreeg.